# Montagnana
Montagnana is een gemeente in de Italiaanse provincie Padua (regio Veneto) en telt 9397 inwoners (31-12-2004). De oppervlakte bedraagt 45,1 km², de bevolkingsdichtheid is 208 inwoners per km².
De volgende frazioni maken deel uit van de gemeente: Borgo San Marco, Borgo San Zeno, Borgo Frassine.

## Demografie
Montagnana telt ongeveer 3507 huishoudens. Het aantal inwoners daalde in de periode 1991-2001 met 0,6% volgens cijfers uit de tienjaarlijkse volkstellingen van ISTAT.
| Jaar | Inwoneraantal |
| ---- | ------------- |
| 1991 | 9444          |
| 2001 | 9391          |

## Geografie
De gemeente ligt op ongeveer 16 meter boven zeeniveau.
Montagnana grenst aan de volgende gemeenten: Bevilacqua (VR), Casale di Scodosia, Megliadino San Fidenzio, Minerbe (VR), Poiana Maggiore (VI), Pressana (VR), Roveredo di Guà (VR), Saletto, Urbana.

## Bezienswaardigheden
Montagnana is een van de best bewaarde middeleeuwse ommuurde steden in Europa. Het kasteel van San Zeno maakt deel uit van de muur. Op het centrale plein staat de Santa Maria Assunta-kathedraal die gebouwd werd tussen 1431 en 1502. In de kerk bevinden zich een schilderij van Paolo Veronese: de "Transfiguratie" en een fresco van Judith en David, dat recentelijk werd toegeschreven aan Giorgione. Net buiten de stadsmuur staat de Villa Pisani, een van de meesterwerken van architect Andrea Palladio, gebouwd in opdracht van Francesco Pisani.
Verder zijn er het Palazzo Magnavin-Fioratti, in Gotisch-Venetiaanse stijl en het stadhuis uit 1532.

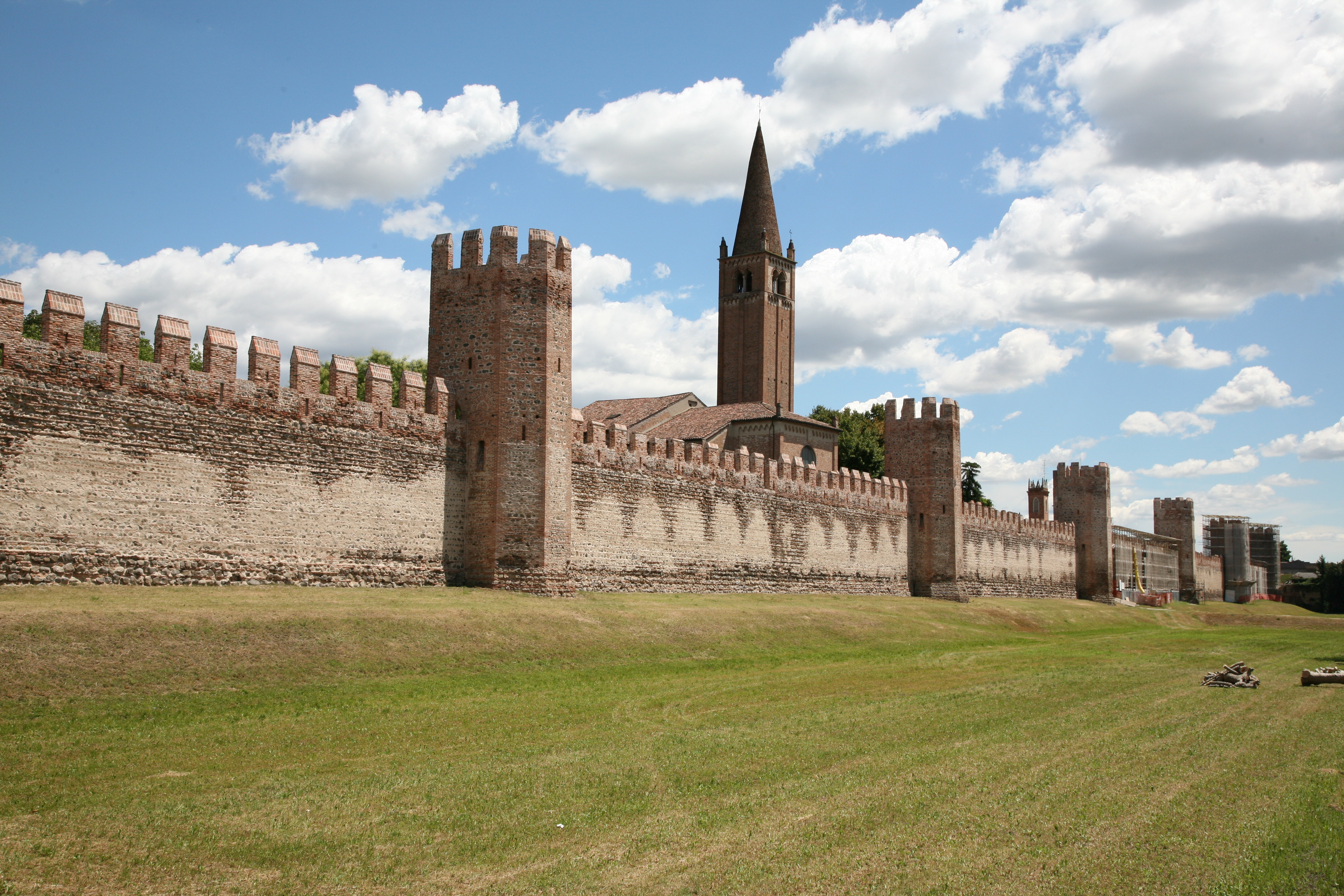
Middeleeuwse stadsmuur
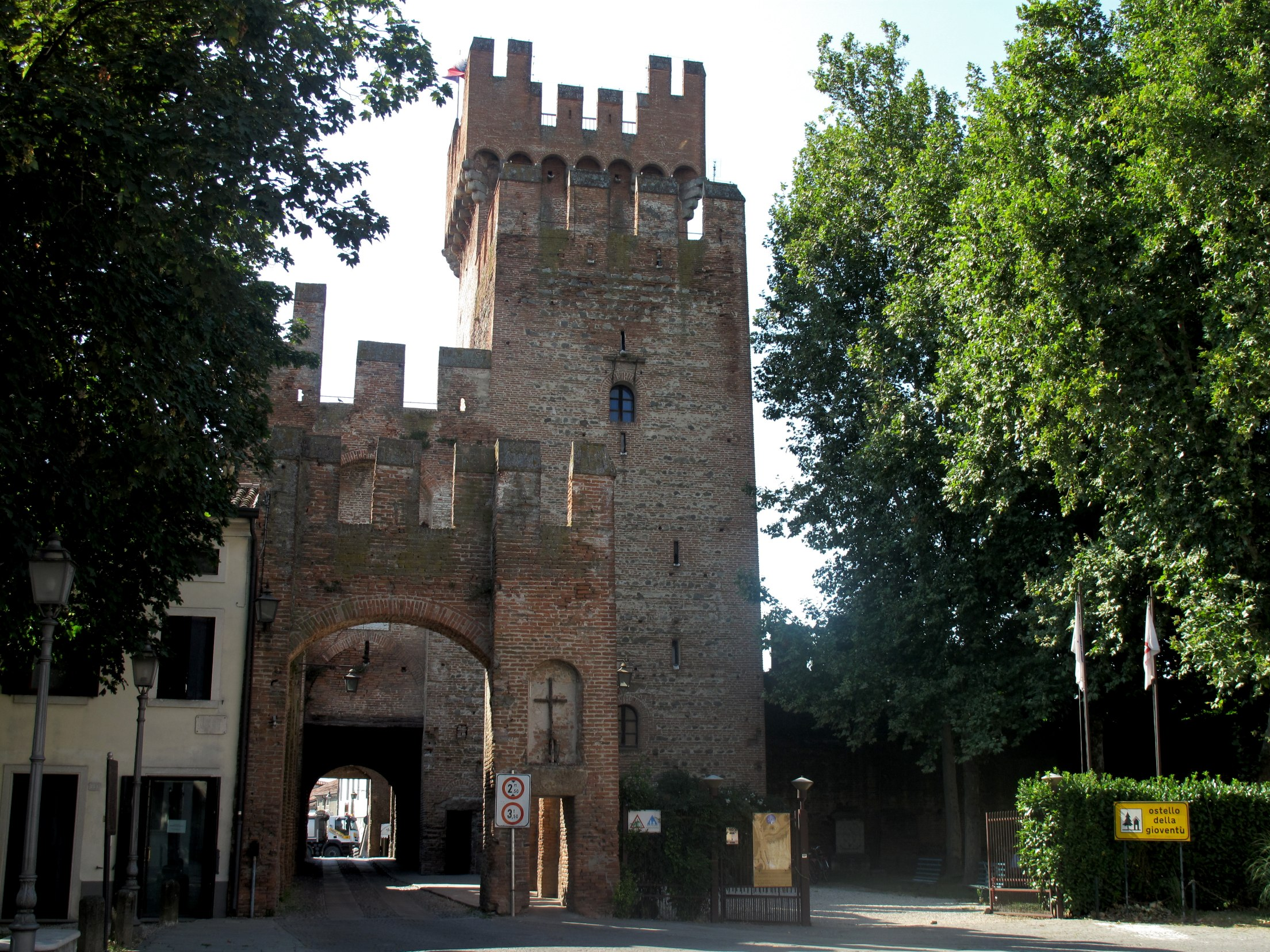
Stadspoort
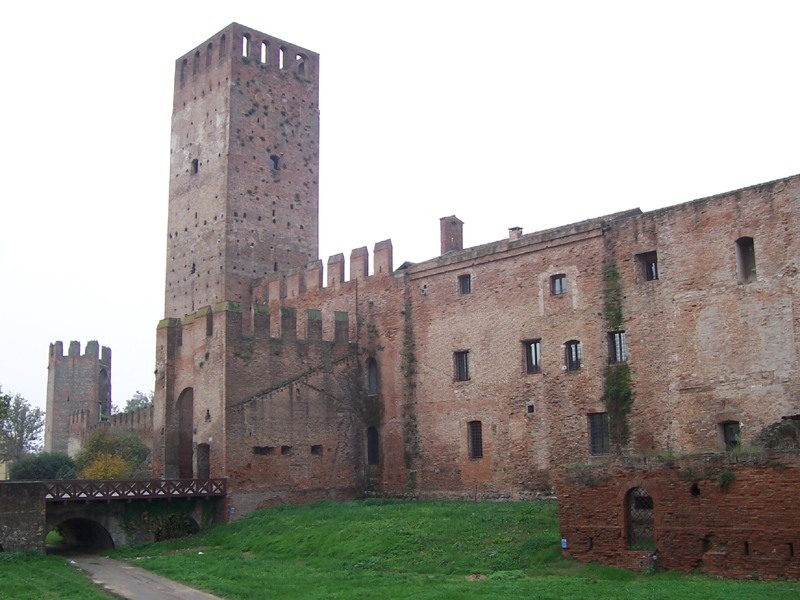
Kasteel van San Zeno
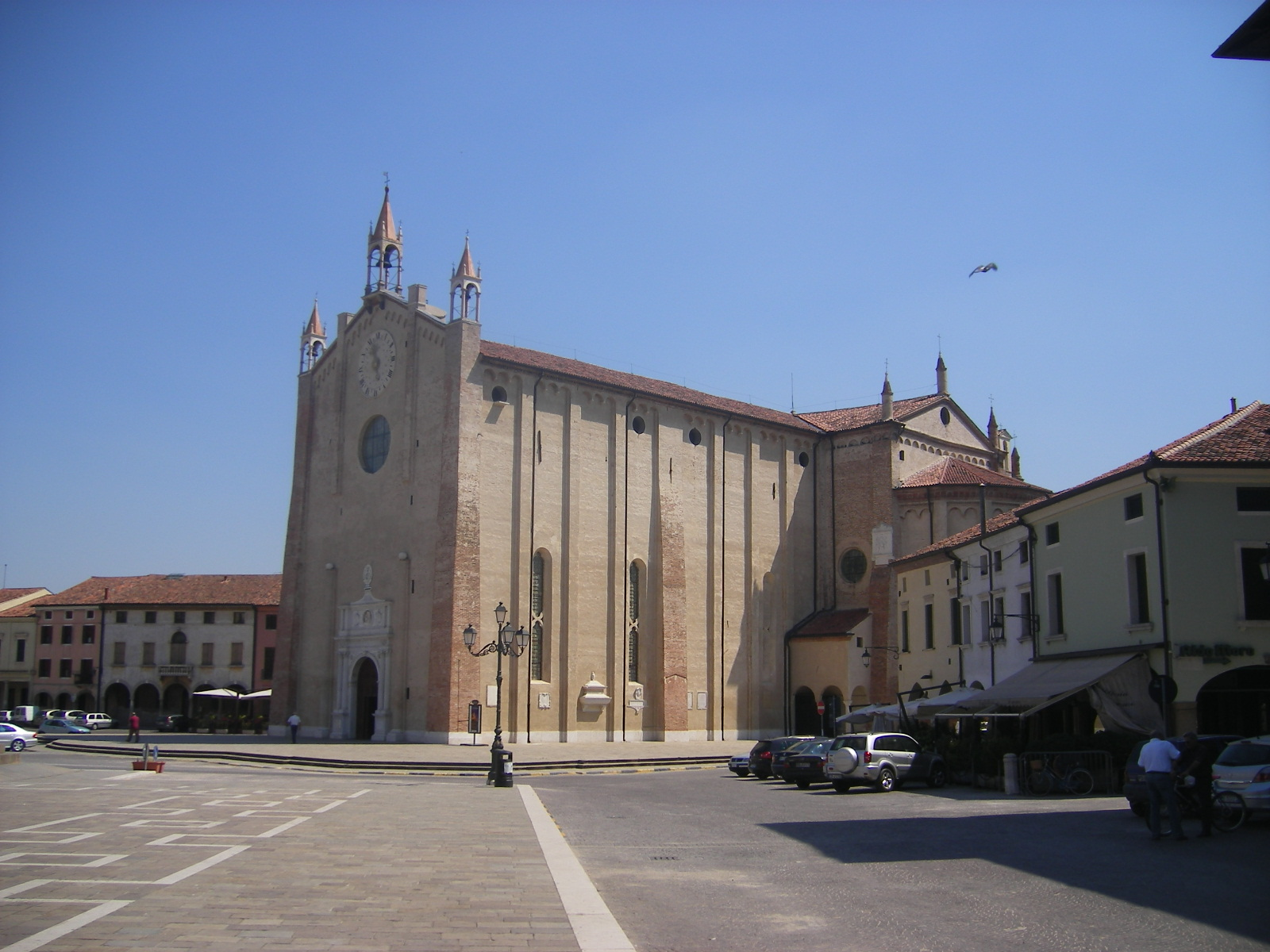
Kathedraal
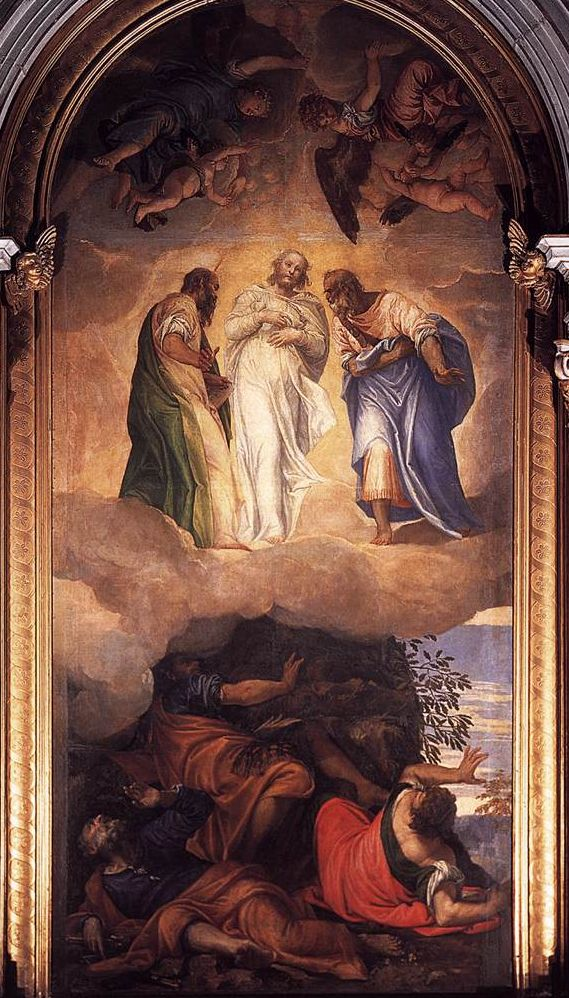
Transfiguratie (Paolo Veronese)
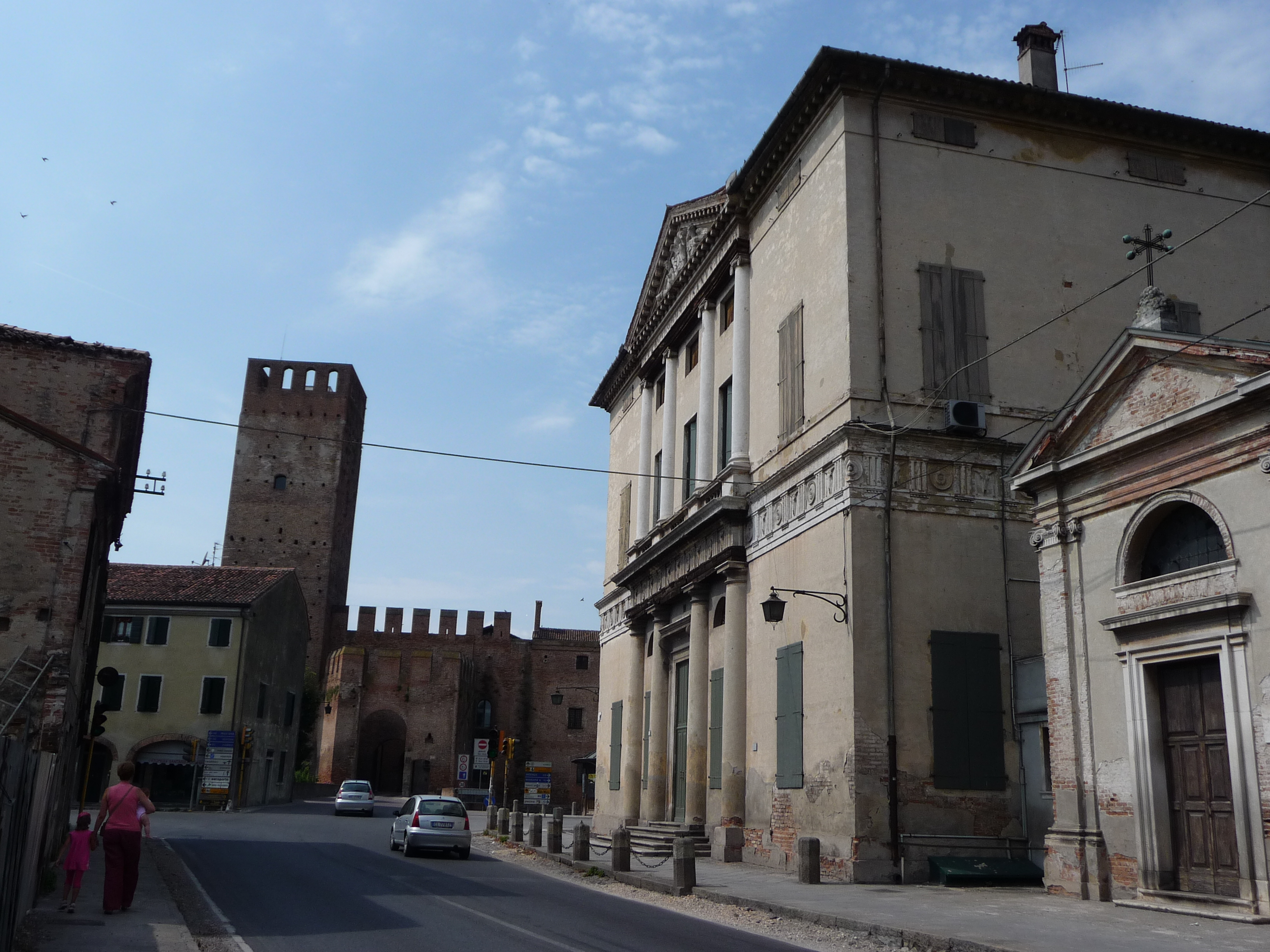
Villa Pisani

Abano Terme · Agna · Albignasego · Anguillara Veneta · Arquà Petrarca · Arre · Arzergrande · Bagnoli di Sopra · Baone · Barbona · Battaglia Terme · Boara Pisani · Borgoricco · Bovolenta · Brugine · Cadoneghe · Campo San Martino · Campodarsego · Campodoro · Camposampiero · Candiana · Carceri · Carmignano di Brenta · Cartura · Casale di Scodosia · Casalserugo · Castelbaldo · Cervarese Santa Croce · Cinto Euganeo · Cittadella · Codevigo · Conselve · Correzzola · Curtarolo · Due Carrare · Este · Fontaniva · Galliera Veneta · Galzignano Terme · Gazzo · Granze · Legnaro · Limena · Loreggia · Lozzo Atestino · Maserà di Padova · Masi · Massanzago · Megliadino San Fidenzio · Megliadino San Vitale · Merlara · Mestrino · Monselice · Montagnana · Montegrotto Terme · Noventa Padovana · Ospedaletto Euganeo · Padua · Pernumia · Piacenza d'Adige · Piazzola sul Brenta · Piombino Dese · Piove di Sacco · Polverara · Ponso · Ponte San Nicolò · Pontelongo · Pozzonovo · Rovolon · Rubano · Saccolongo · Saletto · San Giorgio delle Pertiche · San Giorgio in Bosco · San Martino di Lupari · San Pietro Viminario · San Pietro in Gu · Sant'Angelo di Piove di Sacco · Sant'Elena · Sant'Urbano · Santa Giustina in Colle · Santa Margherita d'Adige · Saonara · Selvazzano Dentro · Solesino · Grantorto · Stanghella · Teolo · Terrassa Padovana · Tombolo · Torreglia · Trebaseleghe · Tribano · Urbana · Veggiano · Vescovana · Vighizzolo d'Este · Vigodarzere · Vigonza · Villa Estense · Villa del Conte · Villafranca Padovana · Villanova di Camposampiero · Vo
1. ↑  https://demo.istat.it/?l=it.